# Кастелу
Кастелу (рум. Castelu) — село у повіті Констанца в Румунії. Адміністративний центр комуни Кастелу.
Село розташоване на відстані 179 км на схід від Бухареста, 25 км на захід від Констанци, 131 км на південь від Галаца.

## Населення
За даними перепису населення 2002 року у селі проживали 2833 особи.
Національний склад населення села:
| Національність | Кількість осіб | Відсоток |
| -------------- | -------------- | -------- |
| румуни         | 2014           | 71,1%    |
| турки          | 618            | 21,8%    |
| татари         | 199            | 7,0%     |

Рідною мовою назвали:
| Мова      | Кількість осіб | Відсоток |
| --------- | -------------- | -------- |
| румунська | 2027           | 71,5%    |
| турецька  | 609            | 21,5%    |
| татарська | 194            | 6,8%     |